# Tariq Chihab
Tariq Chihab (ar. طارق شهاب, ur. 22 listopada 1975) – marokański piłkarz grający na pozycji środkowego obrońcy.

## Kariera klubowa
Karierę piłkarską Chihab rozpoczął klubie Chabab Mohammedia. W 1993 roku zadebiutował w jego barwach w pierwszej lidze marokańskiej. W SC Chabab grał do lata 1999 roku i wtedy też przeszedł do szwajcarskiego FC Zürich. W pierwszej lidze szwajcarskiej zadebiutował 24 lutego 2001 w zrmeisowanym 1:1 wyjazdowym spotkaniu z Lausanne Sports. W FC Zürich grał przez 4 sezony, jednak nie osiągnął w nim większych sukcesów.
W 2004 roku Chihab odszedł do lokalnego rywala FC Zürich, Grasshopper Club. W nim swoje pierwsze spotkanie rozegrał 17 lipca 2004. Były to derby miasta z FC, w których padł remis 1:1. W zespole Grasshoppers Chihab grał do lata 2006.
Kolejnym klubem w karierze marokańskiego obrońcy był FC Sion, w którym zadebiutował 19 lipca 2006 w meczu z Grasshoppers (0:0). Rok później znów zmienił klub i przeszedł do Neuchâtel Xamax. Swój debiut w Xamax zanotował 21 lipca 2007 w spotkaniu z FC Luzern (1:1). Po 2 latach gry w Neuchâtel, Chihab wrócił do Sionu.
| Sezon   | Klub              | Kraj       | Rozgrywki    | Mecze | Bramki |
| ------- | ----------------- | ---------- | ------------ | ----- | ------ |
| 1993/94 | Chabab Mohammedia | Maroko     | GNF 1        | ?     | ?      |
| 1994/95 | Chabab Mohammedia | Maroko     | GNF 1        | ?     | ?      |
| 1995/96 | Chabab Mohammedia | Maroko     | GNF 1        | ?     | ?      |
| 1996/97 | Chabab Mohammedia | Maroko     | GNF 1        | ?     | ?      |
| 1997/98 | Chabab Mohammedia | Maroko     | GNF 1        | ?     | ?      |
| 1998/99 | Chabab Mohammedia | Maroko     | GNF 1        | ?     | ?      |
| 1999/00 | Chabab Mohammedia | Maroko     | GNF 1        | ?     | ?      |
| 2000/01 | FC Zürich         | Szwajcaria | Super League | 17    | 1      |
| 2001/02 | FC Zürich         | Szwajcaria | Super League | 26    | 2      |
| 2002/03 | FC Zürich         | Szwajcaria | Super League | 28    | 0      |
| 2003/04 | FC Zürich         | Szwajcaria | Super League | 31    | 4      |
| 2004/05 | Grasshopper Club  | Szwajcaria | Super League | 32    | 3      |
| 2005/06 | Grasshopper Club  | Szwajcaria | Super League | 19    | 1      |
| 2006/07 | FC Sion           | Szwajcaria | Super League | 15    | 0      |
| 2007/08 | Neuchâtel Xamax   | Szwajcaria | Super League | 30    | 4      |
| 2008/09 | Neuchâtel Xamax   | Szwajcaria | Super League | 26    | 4      |
| 2009/10 | FC Sion           | Szwajcaria | Super League | 20    | 2      |

## Kariera reprezentacyjna
W reprezentacji Maroka Chihab zadebiutował w 2002 roku. W tym samym roku był w kadrze Maroka na Puchar Narodów Afryki 2002, ale nie rozegrał na nim żadnego spotkania, podobnie jak 2 lata później w Pucharze Narodów Afryki 2004 (Maroko wywalczyło wicemistrzostwo kontynentu). W latach 2002–2005 rozegrał w kadrze narodowej 18 spotkań.